# 35号美国国道
35号美国国道（英語：U.S. Route 35）是一条南北方向的美国国道。该公路连接了西弗吉尼亚州普特南县和印第安纳州拉波特县，全长412英里。